# Lerista speciosa
Lerista speciosa är en ödleart som beskrevs av  Storr 1990. Lerista speciosa ingår i släktet Lerista och familjen skinkar. Inga underarter finns listade i Catalogue of Life.